# Liste des unités confédérées de Caroline du Sud de la guerre de Sécession
Ceci est la liste des unités confédérées de Caroline du Sud de la guerre de Sécession. La liste des unités unionistes de Caroline du Sud est indiquée séparément.

## Infanterie
- 1st Infantry - premier régiment d'Infanterie, 6 mois, 1861
- 1st South Carolina Regulars (Butler) - premier régiment de réguliers de Caroline du Sud
- 1st South Carolina Volunteers (Hagood) - premier régiment de volontaires de Caroline du Sud
- 1st Infantry (McCreary) - premier régiment d'infanterie premier régiment de l'armée provisoire)
- 1st Rifles (Orr) - premier régiment de fusiliers
- 2nd Infantry (2nd Palmetto Regiment) - deuxième régiment d'infanterie
- 3rd South Carolina Infantry - troisième régiment d'infanterie de Caroline du Sud
- 4th South Carolina Infantry - quatrième régiment d'infanterie de Caroline du Sud
- 5th South Carolina Infantry - cinquième régiment d'infanterie de Caroline du Sud
- 6th South Carolina Infantry - sixième régiment d'infanterie de Caroline du Sud
- 7th South Carolina Infantry - septième régiment d'infanterie de Caroline du Sud
- 8th South Carolina Infantry - huitième régiment d'infanterie de Caroline du Sud
- 9th South Carolina Infantry - neuvième régiment d'infanterie de Caroline du Sud
- 10th South Carolina Infantry - dixième régiment d'infanterie de Caroline du Sud
- 11th South Carolina Infantry - onzième régiment d'infanterie de Caroline du Sud (9th Volunteers)
- 12th South Carolina Infantry - douzième régiment d'infanterie de Caroline du Sud
- 13th South Carolina Infantry - treizième régiment d'infanterie de Caroline du Sud
- 14th South Carolina Infantry - quatorzième régiment d'infanterie de Caroline du Sud
- 15th South Carolina Infantry - quinzième régiment d'infanterie de Caroline du Sud
- 16th Infantry - seizième régiment d'infanterie (16th-24th Consolidated Infantry)
- 16th Infantry - seizième régiment d'infanterie (régiment de Greenville)
- 17th Infantry - dix-septième régiment d'infanterie
- 18th Infantry - dix-huitième régiment d'infanterie
- 19th Infantry - dix-neuvième régiment d'infanterie
- 20th Infantry - vingtième régiment d'infanterie
- 21st Infantry - vingt-et-unième régiment d'infanterie
- 22nd Infantry - vingt-deuxième régiment d'infanterie
- 23rd Infantry - vingt-troisième régiment d'infanterie (régiment de Hatch, rangers de la côte)
- 24th Infantry (brigade de Gist, garde de Colleton)
- 25th Infantry (régiment d'Eutaw)
- 26ith Infantry - vingt-sixième régiment d'Infanterie
- 27th Infantry - vingt-septième régiment d'infanterie (régiment de Gaillard)
- 1st Battalion, Infantry (Charleston) - premier bataillon d'infanterie (bataillon de Gaillard)
- 3rd Battalion, Infantry - troisième bataillon d'infanterie (Lawren et James)
- 6th Battalion, Infantry - sixième bataillon d'infanterie (Byrd)
- 7th Battalion Infantry - septième bataillon d'infanterie (Nelson) (fusiliers d'Enfield)
- 9th Battalion, Infantry - neuvième bataillon d'infanterie (légion de Pee Dee)
- 13th Battalion, Infantry - treizième bataillon d'infanterie (quatrième et Mattison)
- 15th Battalion, Infantry - quinzième bataillon d'infanterie
- South Carolina Battalion, Infantry - bataillon d'infanterie de Caroline du Sud (Walker)

## Tireurs d'élite
- 1st Battalion, Sharpshooters - premier bataillon de tireurs d'élite
- 2nd Battalion, Sharpshooters - deuxième bataillon de tireurs d'élite
- Palmetto Sharp Shooters (1st Palmetto)  - tireurs délite de Palmetto (régiment de Jenkins)

## Cavalerie
- 1st Regiment, South Carolina Cavalry - premier régiment de cavalerie de Caroline du Sud
- 2nd Regiment South Carolina Cavalry - deuxième régiment de cavalerie de Caroline du Sud
- 3rd Regiment, South Carolina Cavalry -troisième régiment de cavalerie de Caroline du Sud
- 4th Regiment South Carolina Cavalry - quatrième régiment de cavalerie de Caroline du Sud
- 5th Regiment South Carolina Cavalry - cinquième régiment de cavalerie de Caroline du Sud
- 6th Regiment South Carolina Cavalry - sixième régiment de cavalerie de Caroline du Sud (rangers de Dixie, premier régiment des rangers partisans, rangers partisans d'Aiken)
- 7th Regiment, South Carolina Cavalry - septième régiment de cavalerie de Caroline du Sud
- 4th Battalion, Cavalry - quatrième bataillon de cavalerie
- 10th Battalion, Cavalry - dixième bataillon de cavalerie
- 12th Battalion, Cavalry (4th Squadron Cavalry) - douzième bataillon de cavalerie (quatrième d'escadron de cavalerie)
- 14th Battalion, Cavalry - quatorzième bataillon de cavalerie
- 17th (6th) Battalion, Cavalry - dix-septième bataillon de cavalerie
- 19th Battalion, Cavalry - dix-neuvième bataillon de cavalerie
- Compagnie de cavalerie de Tucker
- Compagnie de cavalerie de Walpole (éclaireurs de Stono)
- Compagnie d'infanterie montée de Percival (Aiken)

## Artillerie

### Artillerie légère
- 1st Artillery - premier régiment d'artillerie
  - artillerie légère de Brooks (compagnie B)
  - Artillerie de  Pee Dee (compagnie D)
- 2nd Artillery - deuxième régiment d'artillerie
  - Artillerie légère d'Inglis (compagnie D)
- Troisième bataillon d'artillerie légère (Palmetto)
- Bataillon d'artillerie légère allemande
  - Compagnie de Wagener, Artillerie légère (compagnie A)
  - Compagnie de Melchers, artillerie (compagnie B)
- Artillerie volontaire de Beaufort
- Compagnie de Beauregard, artillerie légère (Ferguson)
- Artillerie de Chesterfield
- Compagnie de Child, artillerie
- Compagnie de Garden, artillerie légère (artillerie légère de Palmetto)
- Artillerie de Lafayette
- Compagnie de Lee, artillerie
- Artillerie légère de Macbeth (Jeter, Boyd)
- Bataillon d'artillerie de Manigault
- Artillerie légère de McQueen (Gregg)
- Artillerie de Marion
- Artillerie légère de Santee (Gaillard)
- Batterie légère de Palmetto
- Artillerie légère de Waccamaw (Ward)
- Artillerie de Washington

### Artillerie lourde
- Quinzième bataillon d'artillerie lourde (Lucas)
- Compagnie de Gilchrist, artillerie lourde (garde de Gist)
- Compagnie de Mathewes, artillerie lourde

## Légions
- Légion de Hampton
  - Bataillon d'infanterie
  - Bataillon de cavalerie (deuxième régiment de cavalerie)
    - Hussards de Edgefield (compagnie A)

  - Compagnie de Hart (Halsey), artillerie à cheval (artillerie de Washington)
  - Légion de  Holcombe
  - Bataillon d'infanterie
  - Bataillon de cavalerie

## Autres
- Premier régiment de la garde de Charleston
- Bataillon des cadets de L'État, des troupes de la défense locale de Charleston
- Bataillon de l'arsenal de Charleston
- Conscrits, Caroline du Sud
- 2ème Fusils
- Compagnie de Cordes, cavalerie (fusiliers montés de North Santee)
- Escadron de cavalerie de Saussure
- Cavalerie de Earle
- Compagnie d'Estill, infanterie, défense locale (garde de l'arsenal, Charleston)
- Compagnie d'Hamilton, garde de la prévôté
- Compagnie de Kirk, rangers partisans
- Divers, Caroline du Sud
- Gardes de l'ordonnance (Dotterer)
- Compagnie de Rhett (Home Guards de Brooks)
- Compagnie de Senn, garde de poste
- Compagnie de Shiver
- Compagnie de Simon
- Compagnie de Simon, volontaires (ranger d'Etiwan)
- Bataillon de Manigault, volontaires
- Compagnie de Symons, Sea Fencibles
- Compagnie de Trenholm, fusiliers montés de Rutledge et l'artillerie à cheval
- Cadets du Sud Carolina College
- Bataillon de Palmetto
- Bataillon de Charleston
- Infanterie légère de Washington

### Milice
- Premier régiment de fusiliers, milice (régiment de fusiliers de Branch)
- Premier régiment de la milice (réserves de Charleston)
- Cinquième de la milice
- Seizième régiment de la milice
- Dix-septième régiment de la milice
- Dix-huitième régiment de la milice
- Vingt-quatrième de la milice
- Vingt-cinquième de la milice
- Compagnie de Charbonnier, milice (fusiliers de Pickens)
- Compagnie de Trenholm, milice (fusiliers montés de Rutledge)
- Première milice montée (Martin)
- Quatrième régiment, cavalerie de la milice
- Compagnie de Cordes, cavalerie de la milice (hussards allemands)
- Compagnie de Rutledge, cavalerie de la milice (dragons légers de Charleston)
- Premier régiment d'artillerie de la milice

### Troupes d'État
- Premier régiment des troupes d'État, 6 mois, 1863-64
- Deuxième régiment des troupes d'État, 1863-64
- Troisième régiment des troupes d'État, 6 mois, 1863-64
- Quatrième régiment des troupes d'État, 6 mois, 1863-64
- Cinquième régiment des troupes d'État, 6 mois, 1863-64
- Compagnie de Rodgers, cavalerie (troupes d'État)

### Réserves
- Deuxième réserves, 90 jours, 1862-63
- Troisième réserves, 90 jours, 1862-63
- Cinquième réserves, 90 jours, 1862-63
- Sixième réserves, 90 jours, 1862-63
- Septième réserves, 90 jours, 1862-63
- Huitième réserves
- Neuvième réserves, 90 jours, 1862-63
- Onzième réserves, 90 jours, 1862-63
- Troisième bataillon des réserves
- Quatrième bataillon des réserves
- Cinquième bataillon des réserves (Brown)
- Sixième bataillon des réserves (Merriwether)
- Septième bataillon des réserves d'État (Ward)
- Huitième bataillon des réserves (Stalling)
- Deuxième bataillon des réserves de cavalerie